# 2. ročník udílení Zlatých glóbů
2. ročník udílení Zlatých glóbů se konal v lednu 1945 v hotelu Beverly Hills v Los Angeles. Jako rok předtím, ani tentokrát Asociace zahraničních novinářů v Hollywoodu neuvedla nominace, ale jenom vítěze za rok 1944.

## Vítězové
Nejlepší film
- Farář u svatého Dominika

Nejlepší režie
- Leo McCarey – Farář u svatého Dominika

Nejlepší herečka
- Ingrid Bergman – Plynové lampy

Nejlepší herec
- Alexander Knox – Wilson

Nejlepší herečka ve vedlejší roli
- Agnes Moorehead – Mrs. Parkington

Nejlepší herec ve vedlejší roli
- Barry Fitzgerald – Farář u svatého Dominika